# Ad utrumque paratus

Emblema de la Flotilla de Submarinos (España)

Ad utrumque paratus, a veces acortado a ad utrumque, es una expresión del Latín traducida como "Preparado para cualquier alternativa" o "Preparado para ambos" y es una frase atribuida a Virgilio. Es usado como lema por diversas instituciones alrededor del mundo.

## Utilización en España
Es el lema del Arma Submarina de la Armada Española.
Aparece en la entrada del edificio de la Escuela de Submarinos en el Arsenal de Cartagena.
También lo encontramos en la puerta del patio de la Montería en el Real Alcázar de Sevilla. 
El principio de la frase (Ad utrumque) también fue utilizado como lema personal por diversos monarcas españoles en el Siglo XVII.

## Utilización en Suecia
Es usado como lema en el sello de la Universidad de Lund.
La Universidad de Lund fue fundada en 1666 en la provincia sueca de Skåne que fue provincia danesa hasta 1658. Por ello, los estudiantes debían estar preparados tanto para el libro como la espada – para estudiar y defender el país en tiempos de guerra. El león del sello de la Universidad de Lund sostiene un libro en una mano, y una espada en la otra.

## Utilización en Francia
La comuna francesa Monistrol-sur-Loire usa la misma frase en su blasón pero conteniendo una espada y un Báculo pastoral. Esto sugiere que utrumque (‘ambos’), puede en ese caso referirse a pelear y predicar.

## Utilización en Estados Unidos
AD UTRUMQUE PARATUS es el lema del Grupo de Entrenamiento de Operaciones Especiales de la III Fuerza Expedicionaria del Cuerpo de Marines de los Estados Unidos. La insignia de unidad del III SOTG consiste en un machete de asaltante de marines  dentro de un escudo rojo. El nombre de la unidad y su lema aparecen en un borde amarillo rodeando el escudo. Como unidad dedicada al estudio y entrenamiento de operaciones especiales, el lema sugiere preparación para tanto el libro como la espada. Sin embargo, la historia a la que aluden la navaja de asaltante y la naturaleza convencional del Cuerpo de Marines sugieren una preparación para guerras convencionales como no-convencionales. El SOTG entrena a unidades en misiones que van desde operaciones de evacuación de no-combatientes y Recuperación Táctica de Aeronaves y Personal (TRAP) a tiro de precisión y procedimientos de abordaje

## Utilización en Namibia
En el emblema de la municipalidad de Swakopmund (Namibia) encontramos una versión modificada del lema que figura como "In utrumque paratus".